# Bichishausen
Bichishausen ist eine Ortschaft, die zur Stadt Münsingen gehört. Durch das Dorf fließt die Große Lauter. Zu der Ortschaft gehört auch der Weiler Steighof.

## Lage
Bichishausen liegt auf der Schwäbischen Alb zwischen Münsingen und Hayingen, an der K6796.

## Geschichte
Das Dorf wurde 1092 erstmals als Bichinishusin  erwähnt und war im Besitz der Grafen von Achalm. Anfang des 13. Jahrhunderts wurde die Burg Bichishausen vermutlich von Swigger IV. von Gundelfingen oder Konrad II. erbaut. Anno 1372 kämpfte ein Kuno Truchsess von Bichishausen auf württembergischer Seite in einer Schlacht gegen die Reichsstadt Reutlingen und fiel.
Da die alte Dorfkirche einsturzgefährdet war, errichtete Froben Ferdinand Fürst zu Fürstenberg mitten im Dorf 1736 die katholische Pfarrkirche im Barockstil von Grund auf neu. Namensgeber der Kirche ist der Heilige St. Gallus.
Bis zum Jahr 1805 verlief in Bichishausen die Grenze zwischen Württemberg und Fürstenberg. Heute erinnert das Zollhaus an diese Zeit.
Im Zuge der Gemeindegebietsreform in Baden-Württemberg wurde Bichishausen, gemeinsam mit Buttenhausen, Hundersingen, Magolsheim und Rietheim, am 1. Januar 1975 eingemeindet.

## Sehenswürdigkeiten
- Burgruine Bichishausen
- St.-Gallus-Kirche

## Persönlichkeiten
- Konrad Walter  (portugiesisch Conrado Walter; * 1923 in Bichishausen; † 2018 in Jacarezinho, Brasilien), deutscher Ordensgeistlicher und römisch-katholischer Bischof von Jacarezinho

## Trivia
Bichishausen war Drehort für das fiktive Dorf Waldingen in der 2024 erschienenen Tatort-Folge Lass sie gehen.